# Doom 3: BFG Edition

Doom 3: BFG Edition — ремастеризована версія Doom 3, випущена 16 жовтня 2012 року в Північній Америці та 19 жовтня 2012 року в Європі для Microsoft Windows, PlayStation 3 та Xbox 360. BFG Edition відрізняється покращеною графікою, кращим звуком (з більшою кількістю ефектів жахів), системою збереження контрольних точок та підтримкою 3D-дисплеїв та головних дисплеїв (HMD). Гра також включає попереднє доповнення, Resurrection of Evil, і новий однокористувацький пакет доповнення під назвою The Lost Mission. Крім того, він включає копії оригінальної Doom (зокрема Ultimate Doom, яка включає четвертий епізод: «Твоя плоть споживана»), і Doom II, який включає другий епізод: No Rest for the Living, який раніше був доступний для Xbox 360. BFG Edition також має можливість використовувати ліхтарик, тримаючи зброю, у вигляді броньованого ліхтарика.
Код ігрового рушія Doom 3: BFG Edition був випущений під ліцензією GNU GPL-3.0 або пізнішої версії 26 листопада 2012 року.
26 липня 2019 року Doom 3: BFG Edition був випущений як Doom 3 для Nintendo Switch, PlayStation 4 та Xbox One.

## Сюжет

Порівняння між Doom 3 і переробленим, покращеним Doom 3: BFG Edition

### The Lost Mission
Гравець бере на себе роль останнього вцілілого члена команди Браво, який був помічений у засідці демонів у Doom 3. З командою Браво, яка вижила, зв'язується доктор Річард Мейерс (озвучує Пол Ейдінг), вчений, який працює над експериментами з телепортації в Exis Labs, і просить допомогти Мейерсу знищити експериментальний масив телепортації, який був захоплений демонами та в цей час утримується глибоко всередині пекла. Масив потенційно досить потужний, щоб відправити армію демонів аж до Землі, звідси відчайдушне бажання Мейерса знищити його. Для досягнення цієї мети морський піхотинець повинен обзавестися компонентами, необхідними для активації системи телепортації Exis Labs, а потім відправитися в пекло, щоб знищити масив телепортації. В епілозі морський піхотинець телепортується доктором Мейерсом назад на Марс. Підкріплення з Землі прибуває на пошуки іншого морського піхотинця, який все ще зник безвісти; зрештою, вони знаходять його в комплексі Delta Labs.

## Рецепція
| Агрегатор   | Оцінка                                                               |
| ----------- | -------------------------------------------------------------------- |
| Метакритика | (ПК) 59/100 </br> (PS3) 67/100 </br> (X360) 67/100 </br> (NS) 81/100 |

| Публікація | Оцінка |
| ---------- | ------ |
| Eurogamer  | 5/10   |
| GameZone   | 8/10   |
| IGN        | 7,6/10 |

Видання BFG отримало неоднозначні відгуки. Були високо оцінені переробка графічного та звукового дизайну, а також включення нового контенту Lost Mission. Більшість критики стосувалася тривалого часу завантаження, примусових автоматичних збережень та схеми управління, яка змушує гравця постійно переглядати свою зброю, щоб отримати доступ до певної зброї — функція, яка вважається надзвичайно недоречною, враховуючи напружений, орієнтований на дії ігровий процес гри. Управління в цілому вважалося кроком назад через оригінальну версію Doom 3, що дозволяла гравцям призначати зброю гарячим клавішам. Нове додавання ліхтарика, який є частиною вашої зброї, а не окремою, також було піддано сильній критиці, і багато гравців стверджували, що можливість використовувати зброю та ліхтарик одночасно «зіпсувала атмосферу» оригінальної гри.